# 哥革武持不同政见者
哥革武持不同政见者（西班牙語：Disidencias de las Farc），又称卡洛斯·帕蒂诺阵线，是由哥伦比亚革命武装力量—人民军（简称“哥革武”）前成员组成的一个团体，他们在2016年哥伦比亚和平进程生效后拒绝放下武器，或者在更晚些时候重新开始武装斗争。2018年，哥革武持不同政见者大约有2000—2500名武装战斗人员，还有数量不明的民兵支持他们。持不同政见者已成为哥伦比亚军队的“越来越大的头痛问题”，因为他们同时还必须与人民解放军、民族解放军和海湾氏族作战。
哥革武持不同政见者曾多次袭击哥伦比亚军队。该团体被认为在可卡因的生产和销售中有重要参与。2020年6月，有消息称，哥革武持不同政见者在安蒂奥基亚省北部的存在引发了与海湾氏族之间的直接武装冲突，这场冲突被称为“千人行动”。
“第二马克塔利亚”（得名于历史上的马克塔利亚共和国）是哥革武持不同政见者中最大的派别之一，约有1000名战士，主要活动于哥伦比亚东北部靠近委内瑞拉边境的地区，在该国其他地区也有活动，一些领导人和成员居住在委内瑞拉；它还是共产党和工人党国际会议的成员。